# Касаньябер-Турнас
Касаньябе́р-Турна́с (фр. Cassagnabère-Tournas, окс. Cassinhabèra e Tornàs) — коммуна во Франции, находится в регионе Юг — Пиренеи. Департамент — Верхняя Гаронна. Входит в состав кантона Ориньяк. Округ коммуны — Сен-Годенс.
Код INSEE коммуны — 31109.

## География
Коммуна расположена приблизительно в 640 км к югу от Парижа, в 70 км к юго-западу от Тулузы.
На юге коммуны протекает река Луж.

## Климат
Климат умеренно-океанический. Зима мягкая и снежная, весна характеризуется сильными дождями и грозами, лето сухое и жаркое, осень солнечная. Преобладают сильные юго-восточные и северо-западные ветры.

## Население
Население коммуны на 2010 год составляло 432 человека.
| 1962 | 1968 | 1975 | 1982 | 1990 | 1999 | 2010 |
| ---- | ---- | ---- | ---- | ---- | ---- | ---- |
| 581  | 544  | 464  | 424  | 426  | 389  | 432  |

## Администрация
| Период | Период | Фамилия       | Партия | Примечания |
| ------ | ------ | ------------- | ------ | ---------- |
| 2001   | 2008   | Мишель Эстин  |        |            |
| 2008   | 2014   | Бернар Дискор |        |            |
| 2014   | 2020   | Жерар Луазо   |        |            |

## Экономика
В 2010 году среди 237 человек трудоспособного возраста (15—64 лет) 169 были экономически активными, 68 — неактивными (показатель активности — 71,3 %, в 1999 году было 66,7 %). Из 169 активных жителей работали 153 человека (75 мужчин и 78 женщин), безработных было 16 (5 мужчин и 11 женщин). Среди 68 неактивных 12 человек были учениками или студентами, 40 — пенсионерами, 16 были неактивными по другим причинам.

## Достопримечательности
- Монументальный крест (XV век). Исторический памятник с 1926 года[4]
- Церковь Св. Эгидия
- Бывшая часовня Нотр-Дам